# Glođane (Dečani)
Pour l’article homonyme, voir Glođane (Peć).
Gllogjan en albanais et Glođane en serbe latin (en serbe cyrillique : Глођане) est une localité du Kosovo située dans la commune/municipalité de Deçan/Dečani, district de Gjakovë/Đakovica (Kosovo) ou de Pejë/Peć (Kosovo). Selon le recensement kosovar de 2011, elle compte 984 habitants.

## Histoire
Sur le territoire du village se trouve le site romain de Stanica dont les vestiges remontent aux Ier-IVe siècles ; il est proposé pour une inscription sur la liste des monuments culturels du Kosovo. L'ensemble de Deshmorva est lui aussi proposé pour une inscription kosovare.

## Démographie

### Évolution historique de la population dans la localité
| 1948 | 1953 | 1961 | 1971 | 1981 | 1991  | 2011 |
| ---- | ---- | ---- | ---- | ---- | ----- | ---- |
| 504  | 493  | 602  | 753  | 948  | 1 089 | 984  |

|  |

### Répartition de la population par nationalités (2011)
En 2011, les Albanais représentaient 90,74 % de la population.

## Personnalité
Ramush Haradinaj, un homme politique kosovar, ancien chef militaire de l'Armée de libération du Kosovo (UÇK) et ancien premier ministre du Kosovo (de décembre 2004 à mars 2005), est né à Gllogjan/Glođane en 1968.